# ACS Medicinal Chemistry Letters
ACS Medicinal Chemistry Letters (nach ISO 4-Standard in Literaturzitaten mit ACS Med. Chem. Lett. abgekürzt) ist eine wissenschaftliche Fachzeitschrift, die von der American Chemical Society veröffentlicht wird. Derzeit erscheint die Zeitschrift mit zwölf Ausgaben im Jahr. Es werden Artikel veröffentlicht, die sich mit verschiedenen Aspekten der medizinischen Chemie beschäftigen.
Der Impact Factor lag im Jahr 2014 bei 3,12. Nach der Statistik des ISI Web of Knowledge wird die Zeitschrift mit diesem Impact Factor in der Kategorie medizinische Chemie an 14. Stelle von 59 Zeitschriften geführt.